# Liste der Kulturdenkmäler in Aspisheim
In der Liste der Kulturdenkmäler in Aspisheim sind alle Kulturdenkmäler der rheinland-pfälzischen Ortsgemeinde Aspisheim aufgeführt. Grundlage ist die Denkmalliste des Landes Rheinland-Pfalz (Stand: 3. April 2024).

## Einzeldenkmäler
| Bezeichnung                   | Lage                                     | Baujahr                                           | Beschreibung | Bild                           |
| ----------------------------- | ---------------------------------------- | ------------------------------------------------- | --- | ------------------------------ |
| Wegekreuz                     | Germaniaplatz Lage                       | 1763                                              | spätbarockes Wegekreuz, bezeichnet 1763 | BW                             |
| Kriegerdenkmal                | Germaniaplatz Lage                       | 1874                                              | Kriegerdenkmal 1870/71, Germania, Sandstein, 1874 | weitere Bilder Fotos hochladen |
| Haustür                       | Hauptstraße, an Nr. 5 Lage               | 1838                                              | Haustür, spätklassizistisch, bezeichnet 1838 | BW                             |
| Wohnhaus                      | Hauptstraße 12 Lage                      | zweite Hälfte des 18. Jahrhunderts                | Fachwerkhaus, teilweise massiv, verputzt, wohl aus der zweiten Hälfte des 18. Jahrhunderts; Stallanbau, Mitte des 19. Jahrhunderts                                                | Fotos hochladen                |
| Architekturteile              | Hauptstraße, an Nr. 16 Lage              | 18. Jahrhundert                                   | Architekturteile des 18. Jahrhunderts, barockes Fachwerkgefüge des Vorgängerbaus, angeblich von 1772                                                                              | Fotos hochladen                |
| Relief                        | Hauptstraße, an Nr. 17 Lage              | erste Hälfte des 18. Jahrhunderts                 | barockes Relief in Kartusche, erste Hälfte des 18. Jahrhunderts | weitere Bilder Fotos hochladen |
| Kriegerdenkmal                | Horrweiler Straße, auf dem Friedhof Lage | 1923                                              | Kriegerdenkmal 1914/18; Soldat, Kunststein, neuklassizistisch, 1923, 1956 erweitert                                                                                               | BW                             |
| Hofanlage                     | Kirchstraße 2 Lage                       | spätes 18. oder erste Hälfte des 19. Jahrhunderts | Vierseithof, spätes 18. oder erste Hälfte des 19. Jahrhunderts; spätbarockes Fachwerkhaus, teilweise massiv, verputzt, bezeichnet 1791 und 1847, Nebengebäude, teilweise Fachwerk | Fotos hochladen                |
| Hofanlage                     | Kirchstraße 5 Lage                       | 19. Jahrhundert                                   | Hakenhof, 19. Jahrhundert; Fachwerkhaus, teilweise massiv, wohl aus dem frühen 19. Jahrhundert                                                                                    | weitere Bilder Fotos hochladen |
| Wohnhaus                      | Kirchstraße 7 Lage                       | 1584                                              | Renaissance-Fachwerkhaus, teilweise massiv, ehemals bezeichnet 1584 | weitere Bilder Fotos hochladen |
| Evangelische Kirche           | Kirchstraße 8 Lage                       | frühes 13. Jahrhundert                            | ehemals St. Martin; romanischer Chorturm, frühes 13. Jahrhundert, nachbarocker Saalbau, bezeichnet 1824                                                                           | weitere Bilder Fotos hochladen |
| Hofanlage                     | Kirchstraße 18 Lage                      | erste Hälfte des 19. Jahrhunderts                 | Hofanlage, wohl aus der ersten Hälfte des 19. Jahrhunderts; barockes Fachwerkhaus, teilweise massiv                                                                               | Fotos hochladen                |
| Katholische Kirche St. Martin | Schulstraße 21 Lage                      | 1953                                              | einheitliche Baugruppe in spätem Heimatstil, Saalbau und eingeschossiges Pfarrhaus, 1953, Architekt Adam Müller, Bad Homburg; straßenbildprägend                                  | Fotos hochladen                |